# Tan-Tan
Tan-Tan, também conhecida entre os locais por al-Hamra ("a vermelha") é uma cidade do sudoeste de Marrocos e capital da província homónima, situada a 330 km a sul de Agadir. Em 2014 tinha 73 209 habitantes e fazia parte da região de Guelmim-Oued Noun.
A localidade costeira de El Ouatia (ou Elwatya), internacionalmente conhecida como Tan-Tan Plage (Praia Tan-Tan), situada a cerca de 25 km a oeste da cidade, é por frequentemente apresentada como a parte nova de Tan-Tan; dispõe de um porto de pesca de mercadorias, instalações industriais de transformação de pescado e uma grande praia. Nas imediações deste centro balnear encontram-se alguns locais turísticos, como Msab Oued Draa e Oued Chbayka.
O Moussem (feira) de Tan-Tan, realizado em setembro, reúne anualmente mais de 30 tribos nómadas du Saara, é uma testemunha viva das culturas orais e das artes saaráuis e em 2008 foi classificado pela UNESCO como Património Oral e Imaterial da Humanidade.
Em 1999 foi descoberta nas imediações de Tan-Tan, nos sedimentos fluviais do rio Drá, a chamada Vénus de Tan-Tan, o que muitos estudiosos acreditam ser uma figura antropomórfica datada do Paleolítico Inferior, datada possivelmente de há 200 ou 300 mil anos, senão mesmo 400 mil anos.
O governo marroquino tem planos para construir a primeira central nuclear do país nas imediações de Tan-Tan. Já existe um pré-projeto, elaborado com a colaboração da China, para construir um reator de 10 MWt destinado a produzir 8 000 m³ de água potável por dia numa central de dessalinização.

## História
Entre 1912 a 1958 a cidade fez parte da zona sul do protetorado Espanhol de Marrocos, sendo administrada pelos Espanhóis como parte do Saara Espanhol e da África Ocidental Espanhola. Após a independência de Marrocos em 1956, a zona sul do protetorado foi reivindicado por Marrocos. Após esta reivindicação, em agosto de 1956 foi ordenada a evacuação da população civil de Tan Tan e a retirada das unidades da Polícia Espanhola para Villa Bens. A escalada de tensão levou ao abandono de Tan Tan em dezembro de 1956, exceto por um pequeno contingente policial de cerca de dez homens, para dar a impressão de continuar controlando o território diante do Exército de Libertação Marroquino. O aumento da  da tensão entre os nacionalistas Marroquinos e Espanhóis vão conduzir a Guerra de Ifni, entre 23 novembro de 1957 a 30 de junho de 1958.
Em 1 de abril de 1958 é assinado o Tratado de Angra de Cintra que pós fim a Guerra de Ifni. Segundo este tratado o território e a cidade seriam cedidos a Marrocos, no dia 10 de abril.

## Clima
| Dados climatológicos para Tan-Tan Plage | Dados climatológicos para Tan-Tan Plage | Dados climatológicos para Tan-Tan Plage | Dados climatológicos para Tan-Tan Plage | Dados climatológicos para Tan-Tan Plage | Dados climatológicos para Tan-Tan Plage | Dados climatológicos para Tan-Tan Plage | Dados climatológicos para Tan-Tan Plage | Dados climatológicos para Tan-Tan Plage | Dados climatológicos para Tan-Tan Plage | Dados climatológicos para Tan-Tan Plage | Dados climatológicos para Tan-Tan Plage | Dados climatológicos para Tan-Tan Plage | Dados climatológicos para Tan-Tan Plage |
| Mês                                     | Jan                                     | Fev                                     | Mar                                     | Abr                                     | Mai                                     | Jun                                     | Jul                                     | Ago                                     | Set                                     | Out                                     | Nov                                     | Dez                                     | Ano                                     |
| --------------------------------------- | --------------------------------------- | --------------------------------------- | --------------------------------------- | --------------------------------------- | --------------------------------------- | --------------------------------------- | --------------------------------------- | --------------------------------------- | --------------------------------------- | --------------------------------------- | --------------------------------------- | --------------------------------------- | --------------------------------------- |
| Temperatura máxima média (°C)           | 21                                      | 22                                      | 24                                      | 24                                      | 24                                      | 26                                      | 28                                      | 28                                      | 28                                      | 27                                      | 26                                      | 20                                      | 25                                      |
| Temperatura mínima média (°C)           | 10                                      | 10                                      | 12                                      | 13                                      | 15                                      | 16                                      | 18                                      | 17                                      | 17                                      | 15                                      | 13                                      | 10                                      | 14                                      |
| Precipitação (mm)                       | 10                                      | 10                                      | 0                                       | 0                                       | 0                                       | 0                                       | 0                                       | 0                                       | 0                                       | 10                                      | 20                                      | 30                                      | 110                                     |
| Fonte: Weatherbase                      |                                         |                                         |                                         |                                         |                                         |                                         |                                         |                                         |                                         |                                         |                                         |                                         |                                         |

## Demografia
Segundo o censo Marroquino de 2014, a cidade tinha 73 209 habitantes.

### Evolução demográfica

#### Durante o período Espanhol
Segundo as estimativas e o censo realizado pelas autoridades Espanholas, a população da cidade era a seguinte:
| Cidade de: | Etnia    | Estimativa | Estimativa | Estimativa | Estimativa | Estimativa | Censos |
| Cidade de: | Etnia    | 1957       | 1956       | 1955       | 1954       | 1951       | 1950   |
| ---------- | -------- | ---------- | ---------- | ---------- | ---------- | ---------- | ------ |
| Tan-Tan    | Naturais | 310        | 316        | 718        | 721        | 704        | 920    |
| Tan-Tan    | Europeus | 38         | 36         | 58         | 36         | 42         | 48     |
| Tan-Tan    | Total    | 348        | 352        | 776        | 757        | 746        | 968    |

#### Após o período Espanhol
Segundo os censos realizados pelas autoridades Marroquinas, a população da cidade era a seguinte:
| Cidade de: | 2014   | 2004   | 1994   |
| ---------- | ------ | ------ | ------ |
| Tan-Tan    | 73 209 | 60 698 | 45 821 |

## Transportes
O Aeroporto Internacional de Tan-Tan (IATA: TTA, ICAO: GMAT) é um aeroporto localizado a aproximadamente 6 quilómetros a oeste da cidade. Tem uma capacidade para 160.000 passageiros por ano. Serve as cidades de Tan-Tan e El Ouatia. A 25 km de Tan-Tan localiza-se o porto comercial de Tan-Tan (El Ouatia).